# Трисвинециттербий
Трисвинециттербий — бинарное неорганическое соединение
иттербия и свинца
с формулой YbPb3,
кристаллы.

## Получение
- Сплавление стехиометрических количеств чистых веществ:

{\displaystyle {\mathsf {Yb+3Pb\ {\xrightarrow {742^{o}C}}\ YbPb_{3}}}}

## Физические свойства
Трисвинециттербий образует кристаллы
кубической сингонии, пространственная группа P m3m, параметры ячейки a = 0,4867 нм, Z = 1,
структура типа тримедьзолота AuCu3
.
Соединение конгруэнтно плавится при температуре 742°C (740°C).